# Jassans
Josep Salvadó Jassans, més conegut com a Jassans (Alforja, 24 de juliol de 1938 - Barcelona, 3 de març de 2006) va ser un escultor català.

## Biografia
Els seus primers estudis sobre escultura els va realitzar a l'Escola del Treball de la ciutat de Reus, mentre treballava com a ajudant de l'escultor Modest Gené. L'any 1959 ingressa en la Reial Acadèmia de Belles arts de Sant Jordi de Barcelona. Durant els anys 1960 i 1967 efectua el seu aprenentatge en el taller de Joan Rebull. En 1972 se li concedeix el primer premi en el primer Concurs Exposició Nacional de Petita Escultura celebrat a Valladolid.
A partir de la seva primera exposició individual celebrada l'any 1973 a la Sala Parés de Barcelona, va exposar nombroses vegades en diverses sales nacionals i estrangeres.
Des de l'any 1987 va ocupar el càrrec de catedràtic de Morfologia Escultòrica del Cos Humà en la Facultat de Belles arts de la Universitat de Barcelona. Va ser nomenat membre de la Académie Européenne des Sciéncies des Arts et des Lletres de París.
El Museu de Montserrat li dedicà una exposició retrospectiva, La Grècia Imaginada, la tardor de 2016 per commemorar el desè aniversari de la seva mort. La mostra va ser comissariada per dos dels seus antics alumnes, els escultors Jorge Egea i Adrián Arnau, amb el suport de la família Jassans, que va prestar una bona part de les obres. En les obres i les paraules de Jassans, la referència a Grècia era sempre constant. Grècia com a model i ideal de perfecció, Grècia com a desig, Grècia com a somni... Els grecs antics i l'equilibri entre la ciència i la natura, la intuïció i la raó, l'emoció i la contenció... Tot i així, les circumstàncies van fer que Jassans no viatgés mai aquest país, i el seu contacte real amb les escultures gregues va tenir lloc únicament mitjançant els viatges a terres italianes de la Magna Grècia o visitant museus d'altres països d'Europa. A diferència d'altres artistes al llarg de la història per als quals el viatge a Grècia va suposar una fita a les seves vides, la Grècia de Jassans va ser quelcom d'inabastable, allò que hom desitja però que, per un o altre motiu, esdevé inaccessible. No va poder ser, per tant, una Grècia real, sinó una Grècia imaginada.
Després de Montserrat, l'exposició es va poder veure al Museu Europeu d'Art Modern (MEAM) de Barcelona. També hi ha col·laborat el Museu Deu del Vendrell, a més de l'Ajuntament d'Alforja i la Diputació de Tarragona.

## Obres

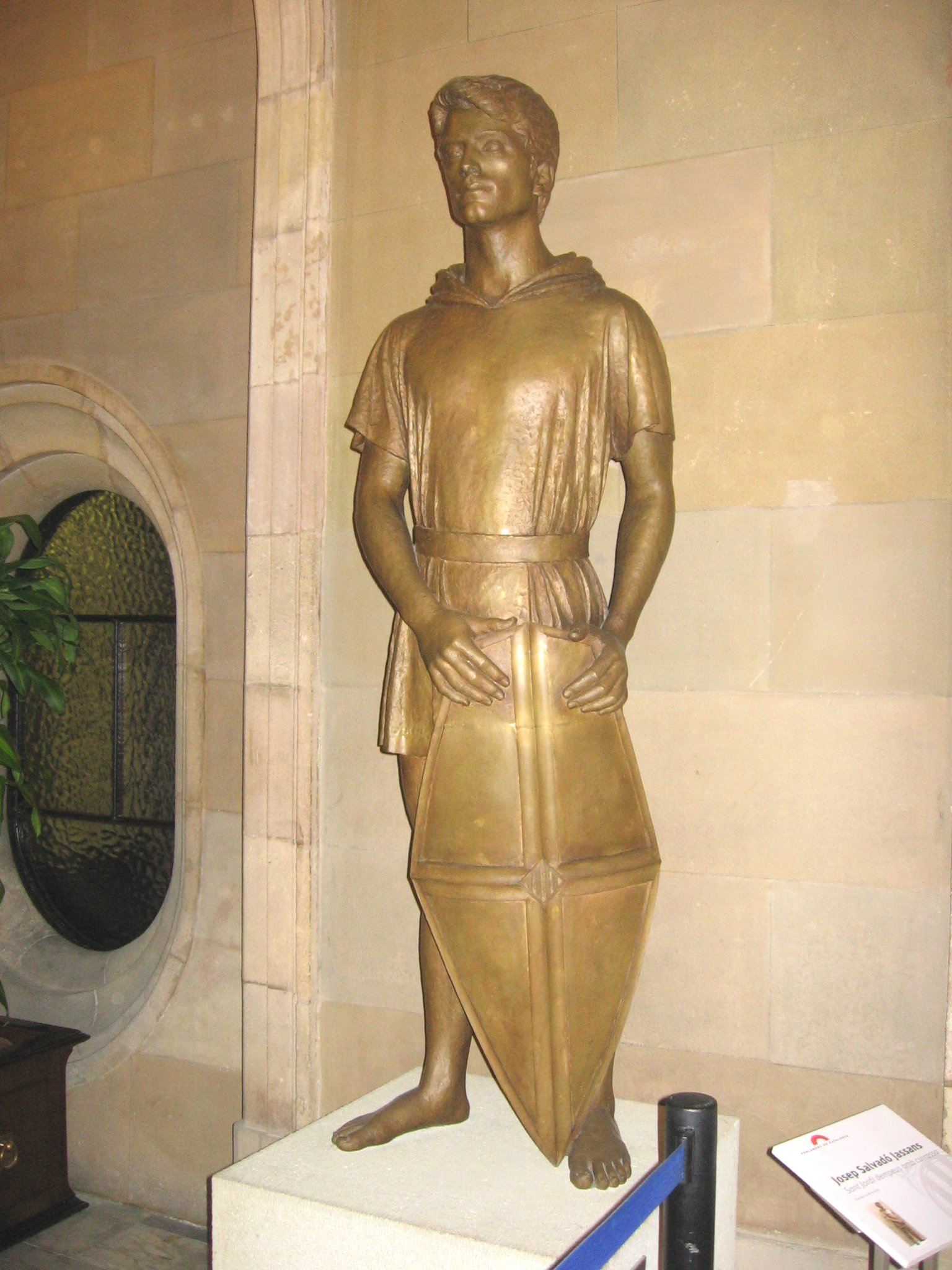
Sant Jordi dempeus amb cuirassa, Parlament de Catalunya.

A la manera dels grecs antics, l'obra de Jassans és el fruit d'un treball d'alt nivell en la representació de la figura humana com a resultat principalment d'una reflexió estètica i filosòfica, d'una idea d'entendre i transmetre el llegat de l'Antiguitat, una devoció per Grècia, una Grècia somniada, viscuda i interioritzada, un concepte sintetitzat per la “mediterraneïtat”, expressió tan present en la formació de la nova figuració catalana de la segona meitat del segle xx.
- 1966- La Nena de les trenes. Fusta
- 1971- Àziga. Fusta.
- 1974- Folgança. Fusta.
- 1975- La Nena del vestit de volants. Bronze.
- 1976- Recollint aigua. Bronze.
- 1977- Alba. Marbre.
- 1977- Gerda. Marbre.
- 1978- Mare i fill. Bronze.
- 1980- Amaiolada. Bronze i en pedra.
- 1981- Allotja. Marbre.
- 1984- Anaida. Bronze.
- 1986- Dansa. Bronze.
- 1986- Estintolada. Marbre.
- 1987- Irene. Bronze.
- 1991- A Lluís Millet. Bronze al Palau de la Música Catalana